# Слобідзея (зупинний пункт)
Слобідзе́я — пасажирський залізничний зупинний пункт Одеської дирекції Одеської залізниці на лінії Рудниця — Слобідка.
Розташоване поблизу села Мала Слобідка Кодимського району Одеської області між станціями Слобідка (6 км) та Абамеликове (7 км).
На платформі зупиняються приміські поїзди Одеса-Головна — Вапнярка, крім однієї прискореної пари.